# 林志傑
林 志傑（リン・チー・チェ、1982年6月11日 - ）は、台湾・花蓮県出身のプロバスケットボール選手。192cm、92kg。ポジションはシューティングガード。
超級籃球聯賽（台湾リーグ）の台湾ビールでプロ生活を始めた。台湾リーグでは最優秀選手に1回、チャンピオンシップMVPに2回、得点王に2回輝いた。
国際大会ではフォワードとしてプレーするには背が低いが、バスケットボールチャイニーズタイペイ代表で故障がちだった陳信安に代わってしばしば先発したことがある。
2009年、中国プロバスケットボールリーグの浙江ライオンズと2年契約（月額15000米ドル）を結んだ。2009-2010シーズン、彼はシューティングガードとして起用され、チームのプレーオフ2回戦進出に貢献した。
その後、台湾ビールに復帰、プレーオフでディフェンディングチャンピオンの達欣タイガースにチームは敗れた。
2007年よりバスケットボールアジア選手権に出場しており、2013年バスケットボール男子アジア選手権でオールスターチームに選ばれた。